# Clase Conte di Cavour
La clase Conte di Cavour fue una clase de  acorazados que operaron en la Regia Marina italiana durante las 1ª y 2ª Guerras Mundiales.

## Diseño
Los buques de esta clase formaron el segundo grupo de acorazados tipo Dreadnought que operaba en la Regia Marina y fueron diseñados por el Almirante Edoardo Masdea.

Armamento principal original de 13 piezas de 305 mm, en los buques de esta clase

El armamento principal consistía en 13 cañones de 305 mm y 46 calibres, montados en 5 torretas, 3 triples (1 a proa, 1 central y 1 a popa)y 2 dobles (1 a proa y 1 a popa). Las piezas de artillería eran de diseño Armstrong Whitworth.
La maquinaria estaba formada por 20 calderas Bleychnyden (24 calderas Babcock en el Cesare), alimentadas por carbón y nafta, conectadas a 3 turbinas de vapor Parsons que dirigían su energía a 4 hélices. Con una potencia de 31 000 CV, los acorazados alcanzaban una velocidad de 21,5 nudos y tenían una autonomía de 4800 millas náuticas navegando a una velocidad de 10 nudos.

## La reconstrucción

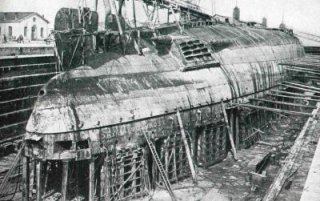
Imagen del Navío Leonardo da Vinci, de cabeza en el dique, por reparaciones.

Los dos supervivientes de la Gran Guerra, el Conte di Cavour y el Giulio Cesare, sufrieron una remodelación y reconstrucción en el periodo entre 1933 y 1937. Dicha reconstrucción afectaba a la planta motriz y al armamento, y por consiguiente, al desplazamiento del buque.
La maquinaria de los buques paso a estar compuesta por 8 calderas Yarrow, conectadas a 2 turbinas de vapor Belluzzo, y estas a dos hélices, con un aumento de la potencia a 93000 CV y una velocidad de 28 nudos. La autonomía de los acorazados pasó a ser de 3100 millas náuticas a 20 nudos de velocidad.
El armamento se compuso de 10 cañones de 320 mm/44 , montados en 2 torres triples y 2 torres dobles; 12 cañones de 120 mm/50 , en 6 torres dobles; 8 cañones de 100 mm/47 , en 4 torres dobles; 8 cañones antiaéreos de 37 mm/54 y 12 ametralladoras de 20 mm/65.
Tras estas modificaciones, el desplazamiento estándar de los buques pasó a ser de 28 800 toneladas, 29 100 t a plena carga. La tripulación se aumentó a 1200 marineros y 36 oficiales.

## Los buques
La clase estaba compuesta por 3 buques, todos ellos iniciados en 1910 y completados en 1914-15:
- Conte di Cavour.
Durante la Primera Guerra Mundial no tomó parte en misiones activas a causa de la política pasiva adoptada por las marinas italiana y austriaca.
Fue reconstruido entre 1933 y 1937.
El 9 de julio de 1940 participó en la Batalla de Punta Stilo, el primer enfrentamiento entre unidades italianas y británicas.
Hundido en aguas poco profundas en el ataque aéreo de Tarento (11/12-nov-1940), fue reflotado en 1941 y enviado a Trieste para ser reparado. Nunca volvió al servicio activo.
El 10 de septiembre de 1943, el Conte di Cavour fue capturado por los alemanes, pero más tarde abandonado durante el bombardeo de Trieste el 15 de febrero de 1945. El acorazado fue desguazado el 27 de febrero de 1947.

- Giulio Cesare.
Durante la Primera Guerra Mundial no tomó parte en misiones activas a causa de la política pasiva adoptada por las marinas italiana y austriaca.
En 1923 atacó la isla griega de Corfú como reacción por la muerte de representantes italianos en Ioannina.
Fue reconstruido entre 1933 y 1937.
Participó en la Batalla de Punta Stilo (9 de julio de 1940) y en la primera batalla de Sirte (17 de diciembre de 1941).
A partir de 1942 permanece inmovilizado por la falta de combustible.
En 1948, es cedido a la Unión Soviética en compensación por daños de guerra.
Con el nombre de Novorossiysk pasa a formar parte de la flota soviética en Sebastopol desde julio de 1949, sirviendo como buque insignia de la Flota del Mar Negro.
El 29 de octubre de 1955, mientras estaba fondeado en la bahía de Sebastopol, se produjo una explosión bajo el casco del buque hundiéndolo lentamente y causando la muerte de 608 marineros. Aún a día de hoy, las causas que produjeron la explosión no han sido aclaradas.

- Leonardo da Vinci.
Durante la Primera Guerra Mundial no tomó parte en misiones activas a causa de la política pasiva adoptada por las marinas italiana y austriaca.
El 2 de agosto de 1916, tras una explosión, el acorazado escoró quedando semihundido en el puerto de Tarento. Las autoridades italianas acusaron al Imperio Austrohúngaro de sabotaje, provocando dicha explosión, en la que murieron 249 miembros de la tripulación del buque.
Tras la guerra, el acorazado fue reflotado el 17 de septiembre de 1919 y se iniciaron las obras de reparación del mismo el 5 de agosto de 1919 que, finalmente, fueron abandonadas. El buque, fue vendido para desguace el 26 de mayo de 1923.

## Galería

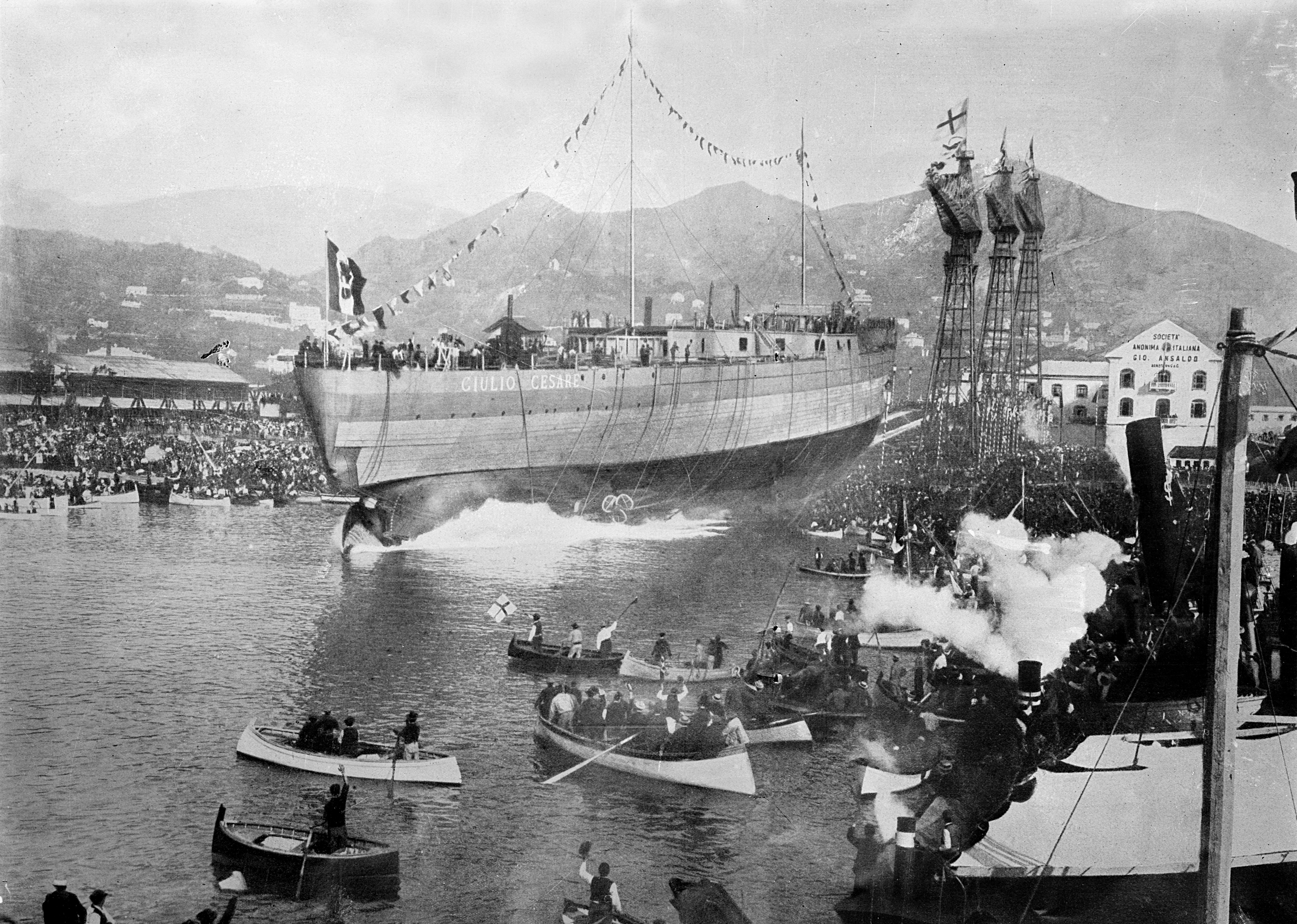
Botadura del Giulio Cesare.
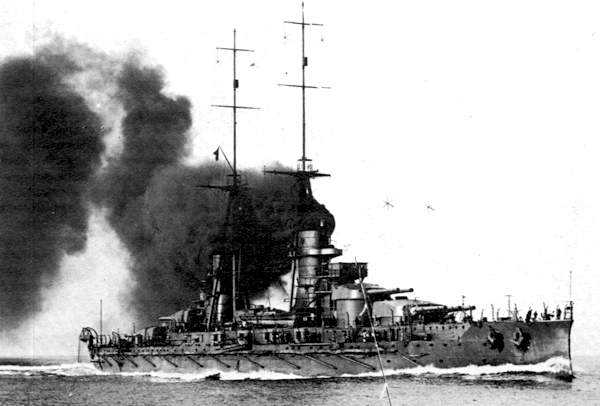
El Giulio Cesare antes de su reconstrucción.
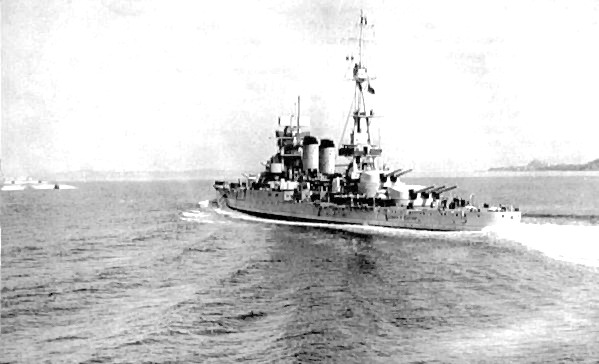
El Cavour en 1938, tras su reconstrucción.